# Liste der Biografien/Kost
Liste der Biografien |
Portal Biografien |
Personensuche
# |
A |
B |
C |
D |
E |
F |
G |
H |
I |
J |
K |
L |
M |
N |
O |
P |
Q |
R |
S |
T |
U |
V |
W |
X |
Y |
Z |
?
 
Ka |
Kb |
Kc |
Kd |
Ke |
Kf |
Kg |
Kh |
Ki |
Kj |
Kl |
Km |
Kn |
Ko |
Kp |
Kr |
Ks |
Kt |
Ku |
Kv |
Kw |
Ky |
Kx |
Kz
 
Koa |
Kob |
Koc |
Kod |
Koe |
Kof |
Kog |
Koh |
Koi |
Koj |
Kok |
Kol |
Kom |
Kon |
Koo |
Kop |
Kor |
Kos |
Kot |
Kou |
Kov |
Kow |
Kox |
Koy |
Koz
 
Kosa |
Kosb |
Kosc |
Kose |
Kosg |
Kosh |
Kosi |
Kosj |
Kosk |
Kosl |
Kosm |
Kosn |
Koso |
Kosp |
Koss |
Kost |
Kosu |
Kosv |
Kosy |
Kosz
Die Liste der Biografien führt alle Personen auf, die in der deutschsprachigen Wikipedia einen Artikel haben. Dieses ist eine Teilliste mit 439 Einträgen von Personen, deren Namen mit den Buchstaben „Kost“ beginnt.

## Kost
- Kost, Albert (1897–1947), deutscher Politiker (NSDAP), MdR
- Kost, Andreas (* 1962), deutscher Politikwissenschaftler
- Kost, Annika (* 1991), deutsche Fußballschiedsrichterin
- Kost, Antoni (* 1934), deutsch-polnischer Politiker und Sejm-Abgeordneter
- Kost, Benedikt (* 1964), Schweizer Botaniker
- Kost, Bernd (* 1963), deutscher Metal-GitarristBernd Kost (* 1963)

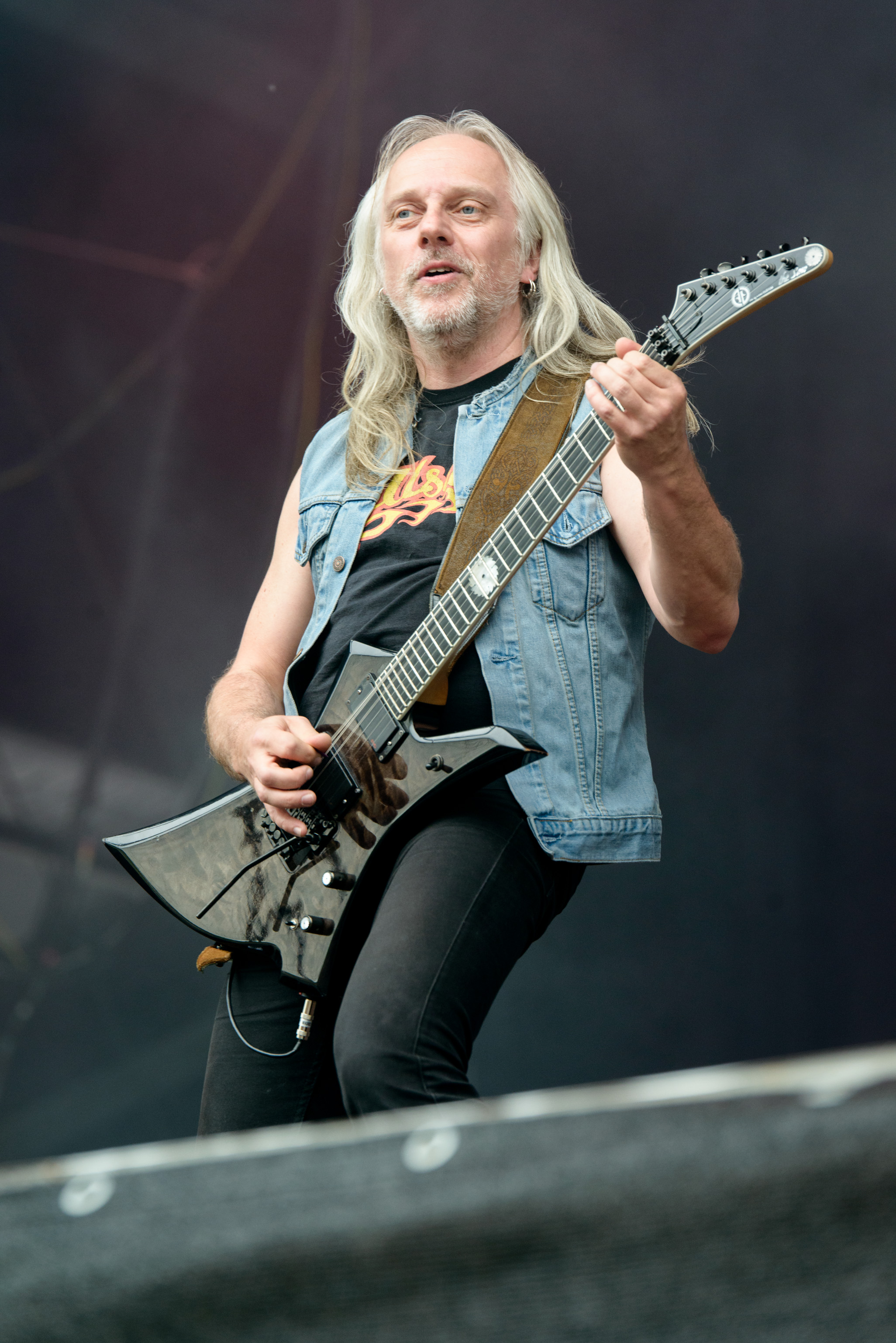
Bernd Kost (* 1963)

- Kost, Clemens (1903–1973), deutscher Politiker (Zentrum, CDU), MdL
- Kost, Heinrich (1890–1978), deutscher Industrie-Manager, Generaldirektor der Bergwerksgesellschaft Rheinpreußen
- Kost, Julius (1807–1888), deutscher Maler der Düsseldorfer Schule
- Kost, Nina (* 1995), Schweizer Schwimmsportlerin
- Kost, Otto-Hubert (1929–2015), deutscher evangelisch-lutherischer Geistlicher und Theologe
- Kost, Rudi (* 1949), deutscher Journalist, Herausgeber, Verleger und Krimiautor
- Kost-Tolmein, Katharina (* 1973), deutsche Dramaturgin

### Kosta
- Kosta, Jiří (1921–2015), deutsch-tschechoslowakischer Wirtschaftswissenschaftler und Hochschullehrer
- Kosta, Oskar (1888–1973), tschechoslowakischer Übersetzer und Publizist
- Kosta, Peter (* 1955), deutscher Slawist
- Kosta, Philipp (* 1991), italienischer Eishockeytorwart
- Kosta, Sonja (* 1924), deutsche Schauspielerin und Sängerin
- Košta, Zdeněk (1923–2020), tschechoslowakischer Radrennfahrer
- Kostabi, Mark (* 1960), US-amerikanischer Maler
- Kostadinov, Alipi (* 1955), tschechoslowakischer Radrennfahrer
- Kostadinov, Tihomir (* 1996), nordmazedonischer Fußballspieler
- Kostadinovic, Mila (* 1975), deutsche Schauspielerin
- Kostadinović, Miloš (* 1988), serbischer Handballspieler
- Kostadinovic, Vladimir (* 1980), österreichischer Jazzmusiker (Schlagzeug, Komposition) serbischer Herkunft
- Kostadinović, Živko (* 1992), schweizerisch-serbischer Fussballspieler
- Kostadinovich, Robert (* 1973), Schweizer Handballtrainer und Handballspieler
- Kostadinovski, Savo (* 1950), mazedonisch-deutscher Schriftsteller
- Kostadinow, Alexandar (* 1988), bulgarischer Ringer
- Kostadinow, Emil (* 1967), bulgarischer Fußballspieler
- Kostadinow, Georgi (* 1950), bulgarischer Boxer
- Kostadinow, Joan (* 1947), bulgarischer Politiker
- Kostadinow, Miroslaw (* 1976), bulgarischer Sänger und Komponist
- Kostadinowa, Antoaneta (* 1986), bulgarische Sportschützin
- Kostadinowa, Stefka (* 1965), bulgarische HochspringerinStefka Kostadinowa (* 1965)

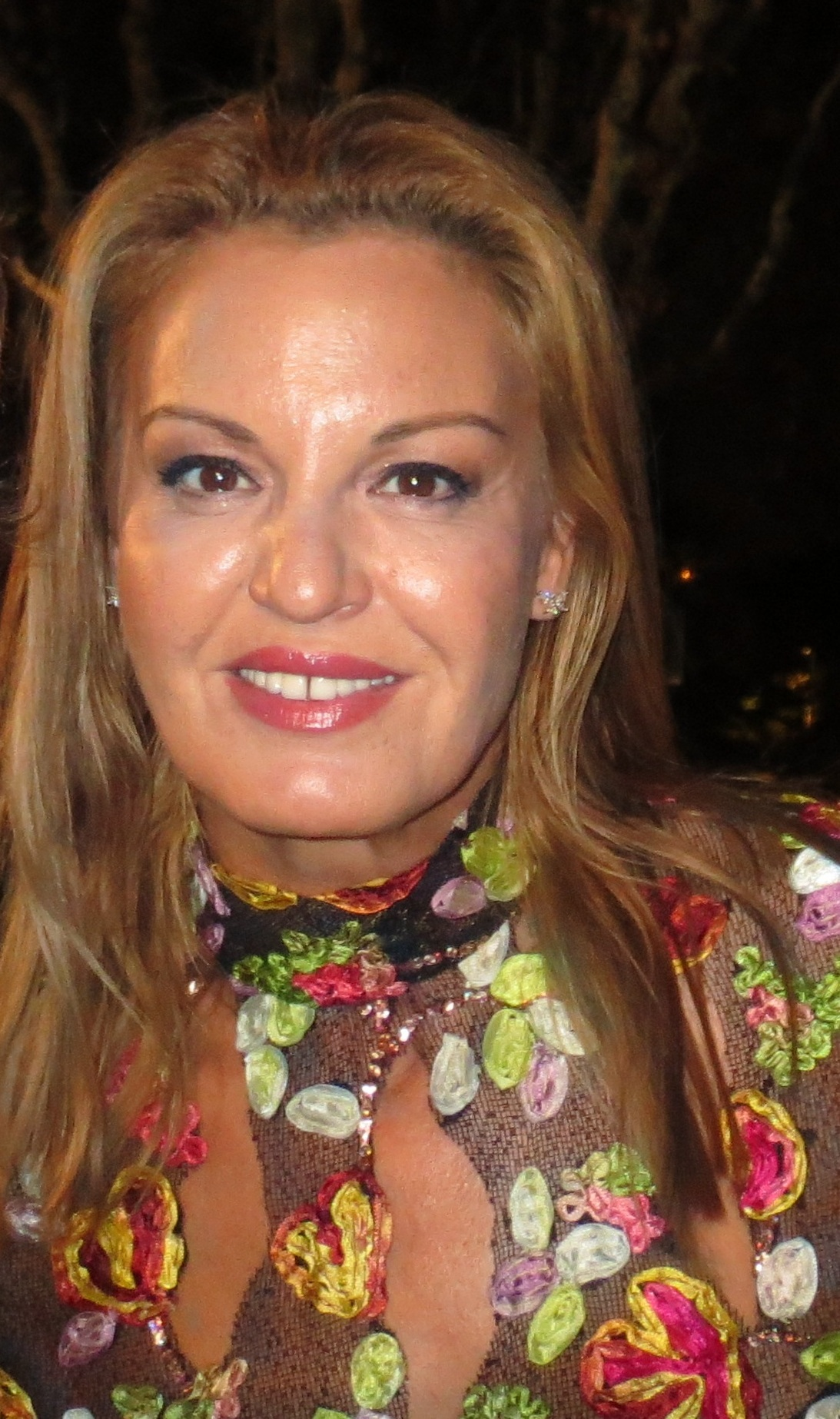
Stefka Kostadinowa (* 1965)

- Kostal, Helmut (1944–2015), deutscher Unternehmer
- Kostal, Irwin (1911–1994), US-amerikanischer Arrangeur, Komponist von Filmmusik und Dirigent
- Košťál, Pavel (* 1980), tschechischer Fußballspieler
- Košťálek, Jan (* 1995), tschechischer Eishockeyspieler
- Košťálek, Josef (1909–1971), tschechoslowakischer Fußballspieler und -trainer
- Kostandi, Kyriak (1852–1921), ukrainischer Maler
- Kostanecki, Kazimierz (1863–1940), polnischer Wissenschaftler, Anatom, Zytologe und Arzt
- Kostanecki, Stanislaus von (1860–1910), polnischer Chemiker
- Kostanian, Rachel (* 1930), jüdische Aktivistin, Schöpferin des litauischen Holocaust-Museums (Grünes Haus)
- Kostanić Tošić, Jelena (* 1981), kroatische Tennisspielerin
- Kostant, Bertram (1928–2017), US-amerikanischer Mathematiker
- Kostarew, Sergei Wladimirowitsch (* 1966), sowjetischer Degenfechter
- Kostarewa-Iswekowa, Olga Alexandrowna (1889–1968), russische bzw. sowjetische Geophysikerin und Hochschullehrerin
- Kostawa, Guram (1937–2024), sowjetischer Degenfechter
- Kostawa, Merab (1939–1989), georgischer Dissident, Musiker, Dichter

### Koste
- Köste, Klaus (1943–2012), deutscher Geräteturner
- Koste, Walter (1912–2007), deutscher Lehrer, Zoologe und Hydrobiologe
- Kostecki, Adam (* 1948), polnischer Violinist
- Kostecki, Dawid (1981–2019), polnischer Halbschwergewicht-Boxer, WBC-Jugendmeister und WBF-Weltmeister
- Kostecki, John (* 1964), US-amerikanischer Segelsportler
- Kostecky, Wolfgang Joseph (1888–1949), deutscher Drogist und Kaufmann
- Kostedde, Erwin (* 1946), deutscher Fußballspieler
- Kostede, Norbert (* 1948), deutscher Sozial- und Politikwissenschaftler
- Kostek, Arkadiusz (* 1994), polnischer Eishockeyspieler
- Kostek, Camille (* 1992), US-amerikanisches ModelCamille Kostek (* 1992)

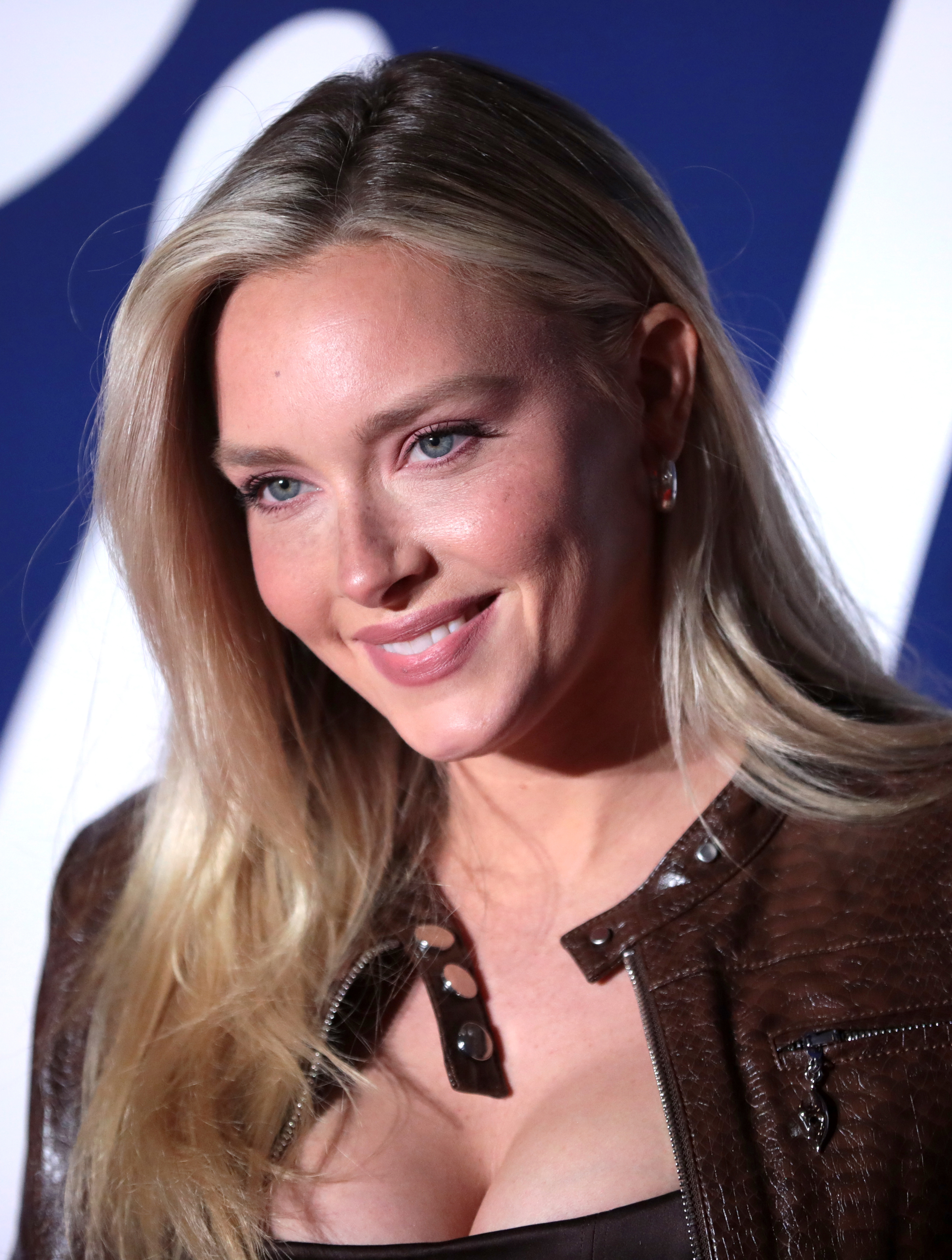
Camille Kostek (* 1992)

- Kostelanetz, André (1901–1980), US-amerikanischer Dirigent und Arrangeur
- Kostelanetz, Boris (1911–2006), russisch-amerikanischer Anwalt und Steuerspezialist
- Kostelanetz, Richard (* 1940), US-amerikanischer Autor und Medienkünstler
- Kostelec, Auguštin (1879–1963), slowenischer Zisterzienserabt
- Kostelecky, Alan, US-amerikanischer Physiker
- Kostelecky, Alfred (1920–1994), österreichischer Militärbischof
- Kostelecký, David (* 1975), tschechischer Sportschütze in der Disziplin Trap
- Kostelecky, Josef (1914–1997), österreichischer Politiker (SPÖ), Landtagsabgeordneter, Abgeordneter zum Nationalrat
- Kostelecky, Vincenz Franz (1801–1887), böhmischer Botaniker und Arzt
- Kostelić, Ante (* 1938), jugoslawischer Sportler
- Kostelić, Ivica (* 1979), kroatischer Skirennläufer
- Kostelić, Janica (* 1982), kroatische SkirennläuferinJanica Kostelić (* 1982)

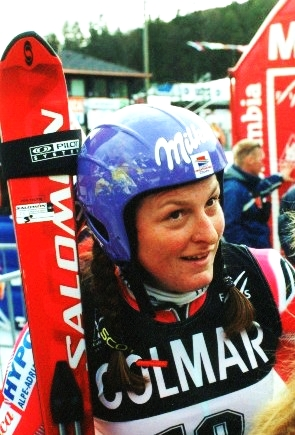
Janica Kostelić (* 1982)

- Kostelka, Lubomír (1927–2018), tschechischer Schauspieler
- Kostelka, Miroslav (* 1951), tschechischer Offizier, Politiker und Diplomat
- Kostelka, Peter (1946–2025), österreichischer Politiker (SPÖ), Abgeordneter zum Nationalrat, Mitglied des Bundesrates
- Kostelowskaja, Marija Michailowna (1878–1964), russische Revolutionärin
- Kosten, Annabel (* 1977), niederländische Schwimmerin
- Kosten, Anthony (* 1958), englischer Schachgroßmeister
- Kostenbader, Uli (1946–2015), deutscher Kulturmanager und -funktionär
- Köstenbauer, Walter (* 1956), österreichischer Künstler, Maler und Grafiker
- Köstenberger, Adi (* 1940), österreichischer Fußballspieler und -trainer
- Köstenberger, Robert (* 1957), österreichischer Judoka
- Kostenezki, Konstantin (* 1380), mittelalterlicher bulgarischer Schriftsteller und Historiker
- Kostenjuk, Alexandra Konstantinowna (* 1984), russisch-schweizerische Schachspielerin und SchachweltmeisterinAlexandra Konstantinowna Kostenjuk (* 1984)

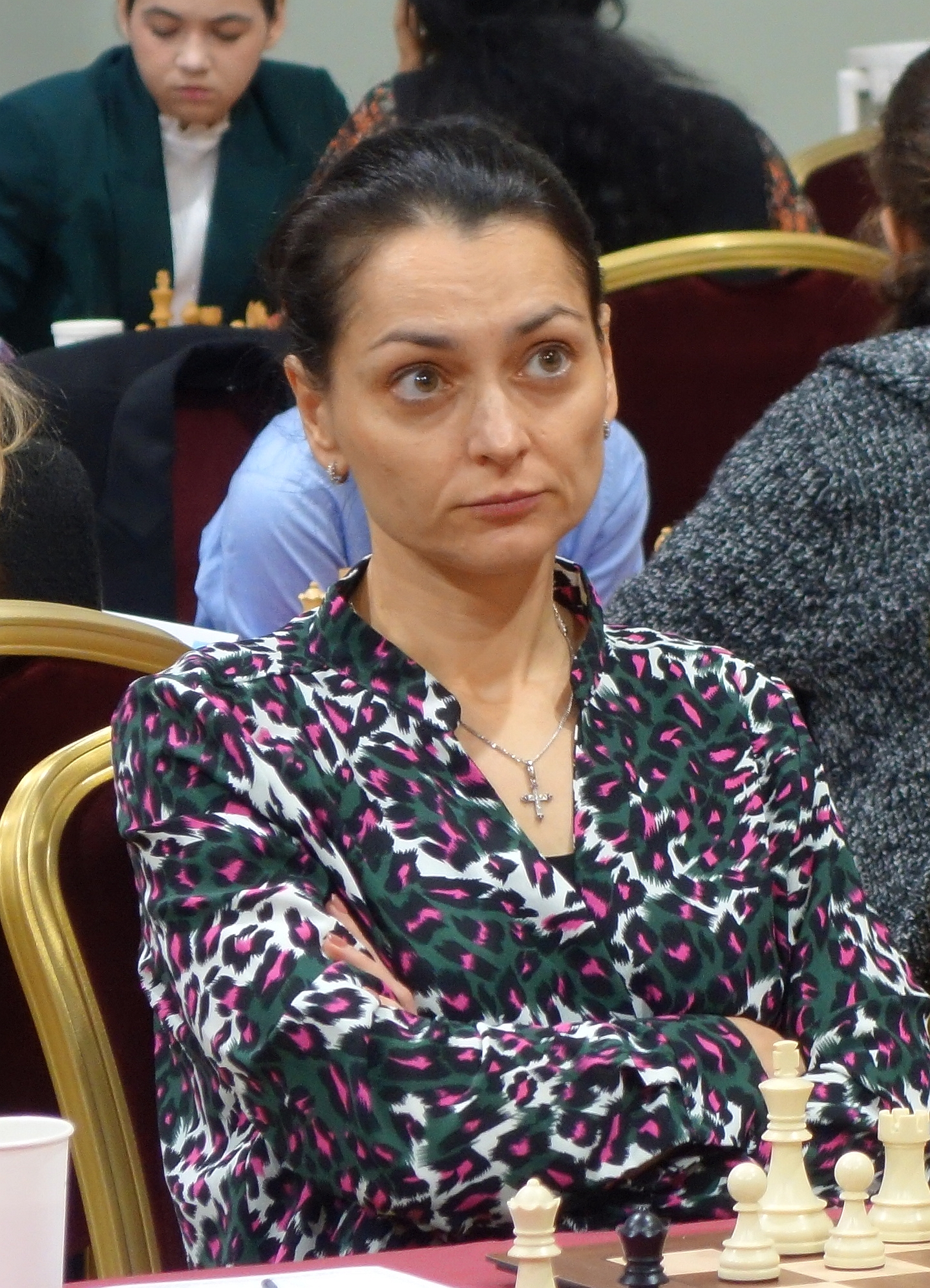
Alexandra Konstantinowna Kostenjuk (* 1984)

- Kostenko, Fjodor Jakowlewitsch (1896–1942), sowjetischer Generalleutnant
- Kostenko, Galina (1938–2021), sowjetische Leichtathletin
- Kostenko, Ihor (1991–2014), ukrainischer Student, Journalist, Wikipedianer und Mordopfer
- Kostenko, Lina (* 1930), ukrainische Dichterin
- Kostenko, Ljubow (* 2003), ukrainische Tennisspielerin
- Kostenko, Pjotr (* 1976), kasachischer Schachspieler
- Kostenko, Walentyn (1895–1960), ukrainischer Komponist, Musikwissenschaftler, Musikkritiker und Pädagoge
- Köster Casaretto, Karin (* 1966), deutsche Regisseurin
- Köster von Kösteritz, Carl Hermann (1803–1867), deutscher Jurist und Politiker
- Köster, Adolf (1883–1930), deutscher Politiker (SPD), Diplomat, Journalist und SchriftstellerAdolf Köster (1883–1930)

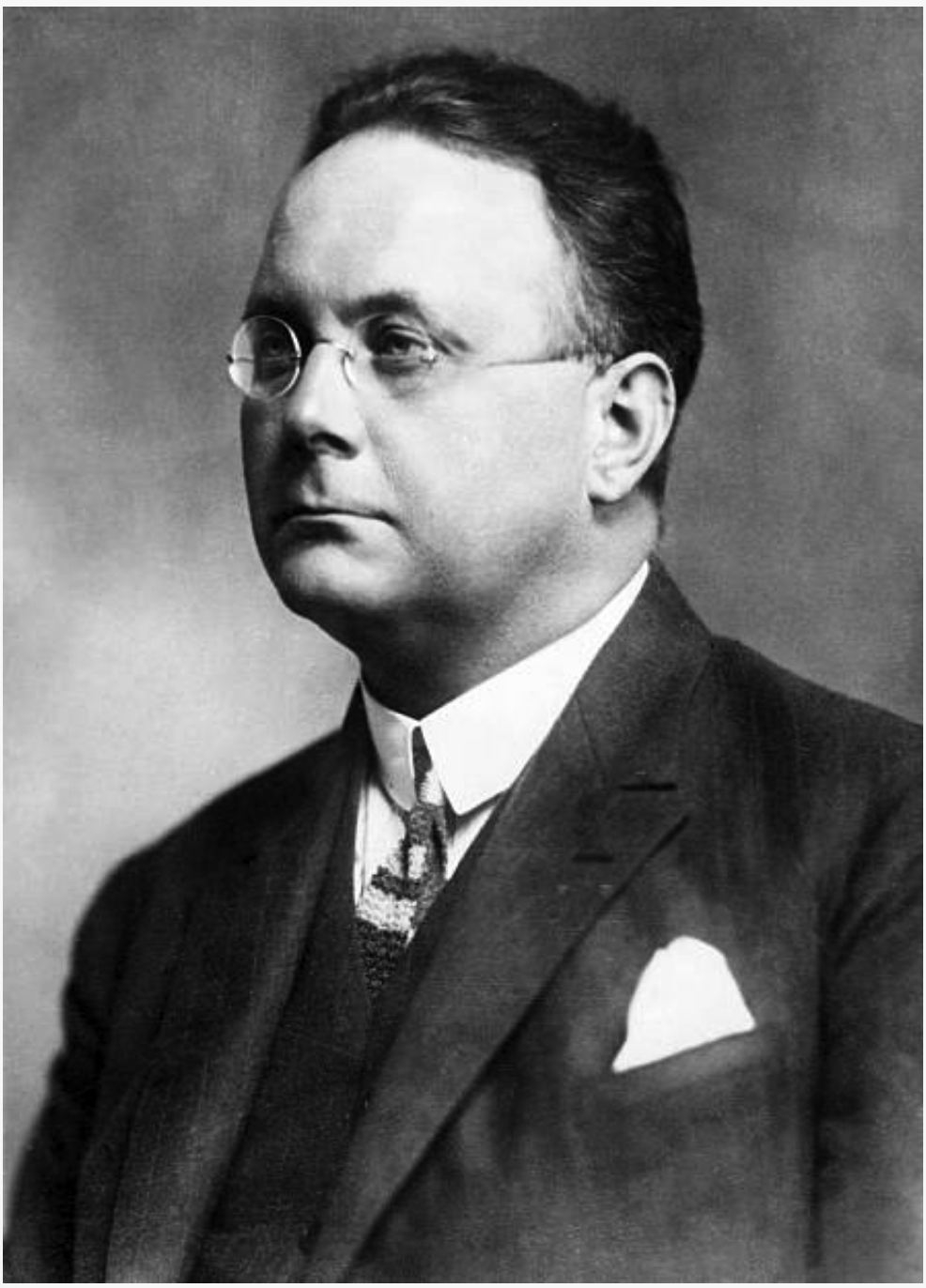
Adolf Köster (1883–1930)

- Koster, Adrie (* 1954), niederländischer Fußballspieler und Trainer
- Köster, Albert (1862–1924), deutscher Germanist und Theaterwissenschaftler
- Köster, Anke, deutsche Drehbuchautorin
- Koster, Anouska (* 1993), niederländische Radrennfahrerin
- Köster, Antje (* 1964), deutsche Politikerin (SPD), Bürgermeisterin von Hattersheim am Main
- Koster, Antonie Lodewijk (1859–1937), niederländischer Landschaftsmaler und Radierer
- Köster, Arno (* 1964), deutscher Journalist, Autor und Moderator
- Köster, Arnold (1896–1960), deutscher Baptistenprediger
- Köster, Arthur (1890–1965), deutscher Architekturfotograf
- Köster, August (1873–1935), deutscher Klassischer Archäologe
- Köster, Baldur (* 1933), deutscher Architekt und Architekturhistoriker
- Köster, Bärbel (* 1957), deutsche Kanutin
- Köster, Bernhard (1869–1944), deutscher römisch-katholischer Priester und Schriftsteller
- Köster, Bettina (* 1959), deutsche Musikerin, Komponistin, Textdichterin, Musikproduzentin und Autorin
- Köster, Bruno (1884–1954), deutscher Unternehmer
- Koster, Bruno (* 1959), Schweizer Politiker, Landammann von Appenzell Innerrhoden
- Köster, Burkhard (* 1961), deutscher Offizier und Militärhistoriker
- Köster, Carl Georg (1812–1893), deutscher Landschaftsmaler
- Köster, Christian (1947–2019), deutscher Werbefilm-Regisseur
- Koster, Cornelis H. A. (1943–2013), niederländischer Informatiker
- Koster, Daphne (* 1981), niederländische Fußballspielerin
- Köster, Dieter (* 1947), deutscher Film- und Fernsehregisseur, Filmeditor, Kameramann, Autor
- Köster, Dietmar (* 1957), deutscher Soziologe und Politiker (SPD), MdEP
- Koster, Dominique (* 1977), südafrikanische Sprinterin
- Koster, Dora (1939–2017), Schweizer Schriftstellerin, Malerin und Prostituierte
- Köster, Edmund (1896–1943), deutscher Modellbauer
- Köster, Elsbeth (1894–1974), Fotografin
- Köster, Emil (1871–1945), deutscher Politiker (WP), MdR
- Köster, Erhard (1926–2007), deutscher Schauspieler und Synchronsprecher
- Koster, Everhardus (1817–1892), niederländischer Marine- und Landschaftsmaler
- Köster, Fabian (* 1995), deutscher Comedy-Autor und KomikerFabian Köster (* 1995)

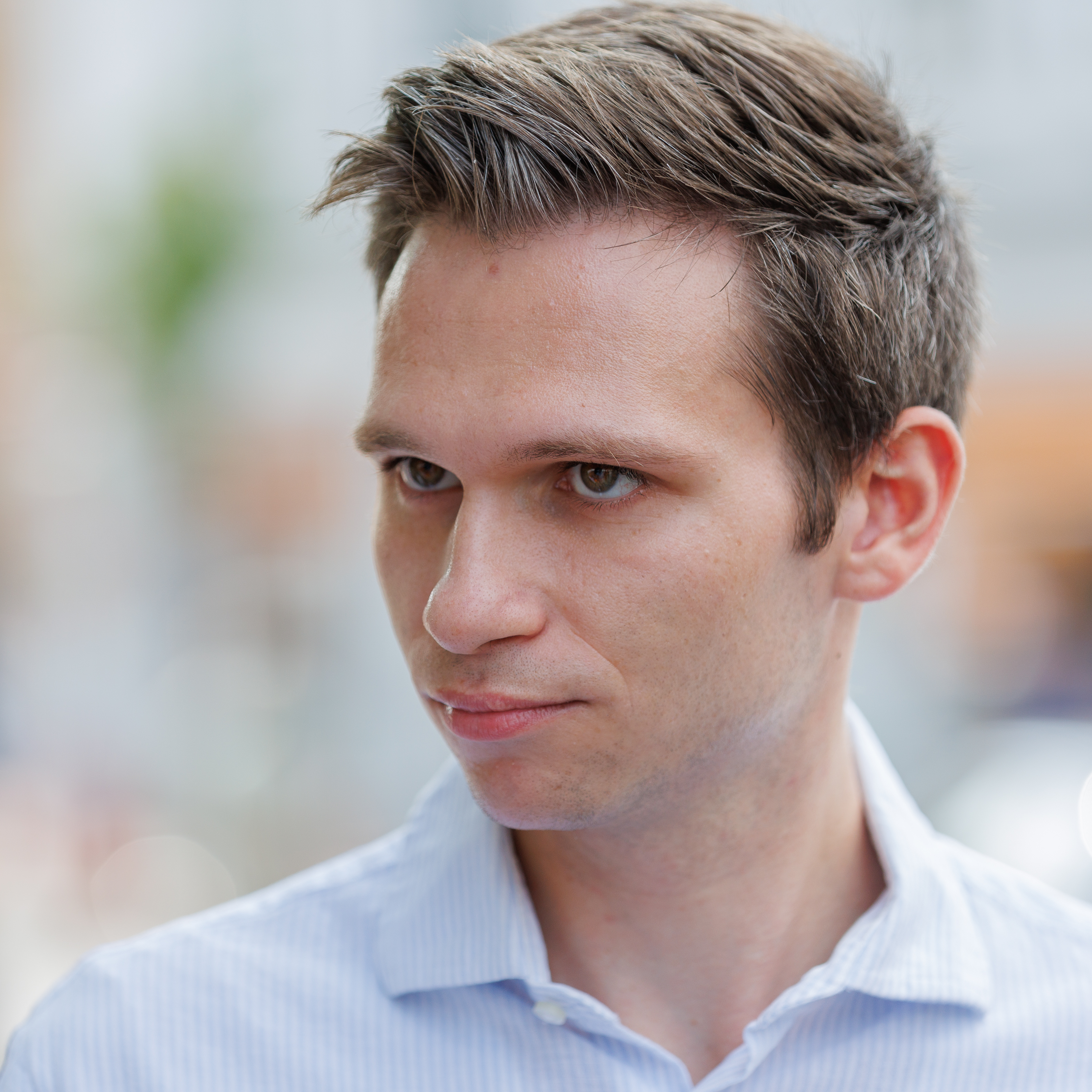
Fabian Köster (* 1995)

- Köster, Felix († 1910), deutscher Mediziner, Philologe und Historiker
- Köster, Florian (* 1983), deutscher Schauspieler
- Köster, Franz (1806–1870), Landtagsabgeordneter Großherzogtum Hessen
- Köster, Fred (1888–1943), deutscher Schauspieler
- Köster, Frederik (* 1977), deutscher Jazztrompeter, -komponist und -arrangeur
- Köster, Friedrich (1791–1878), lutherischer Theologe und Hochschullehrer; Bremen-Verdener Generalsuperintendent
- Köster, Fritz (1855–1934), deutscher Autor und Anarchosyndikalist
- Köster, Fritz (1892–1945), deutscher Politiker (NSDAP), Bürgermeister und Beigeordneter von Dorsten
- Köster, Fritz (* 1911), deutscher Fußballspieler, Fußballtorwart
- Köster, Fritz (1934–2014), deutscher römisch-katholischer Theologe, Religionspädagoge und Pallottiner
- Köster, Gabriele (* 1964), deutsche Historikerin
- Köster, Gaby (* 1961), deutsche Schauspielerin und KabarettistinGaby Köster (* 1961)

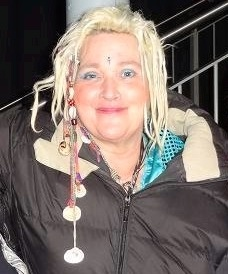
Gaby Köster (* 1961)

- Köster, Gerd (* 1957), deutscher (kölscher) Sänger
- Köster, Gerta, deutsche Mathematikerin
- Köster, Gisela (1944–1989), deutsche Bühnen- und Kostümbildnerin
- Köster, Gottfried (1928–2007), deutscher Pädagoge und Politiker (CDU), MdB
- Koster, Guido Gin (* 1962), deutscher Schriftsteller
- Köster, Gundula (* 1966), deutsche Schauspielerin und Hörspielsprecherin
- Köster, Günter (1917–1997), deutscher Leichtathlet
- Köster, Gyde (* 1945), deutsche Politikerin (SPD), MdL
- Köster, Hans (1818–1900), deutscher Jurist und Politiker, MdR
- Koster, Hans de (1914–1992), niederländischer Politiker
- Köster, Heinrich (1803–1884), deutscher Kaufmann und Reeder
- Köster, Heinrich Maria (1911–1993), deutscher katholischer Theologe
- Koster, Henry (1905–1988), deutschamerikanischer Filmregisseur und Drehbuchautor
- Köster, Hermann (1911–1978), deutscher Kommunalpolitiker (SPD), Stadtpräsident von Kiel
- Köster, Hermann Leopold (1872–1957), deutscher Reformpädagoge, Literaturhistoriker, Schriftsteller und Jugendbuchtheoretiker
- Köster, Hubert (1895–1939), Landtagsabgeordneter Volksstaat Hessen
- Köster, Hugo (1859–1943), deutscher Verwaltungsjurist, Bezirksbürgermeister von Berlin-Zehlendorf
- Koster, Ingo (* 1950), deutscher Sänger, Komponist und Produzent
- Koster, Jan (* 1945), niederländischer Linguist
- Koster, Jans (* 1938), niederländische Schwimmerin
- Koster, Jo (1868–1944), niederländische Malerin
- Köster, Julia (* 1992), deutsche Popsängerin
- Köster, Julian (* 2000), deutscher HandballspielerJulian Köster (* 2000)

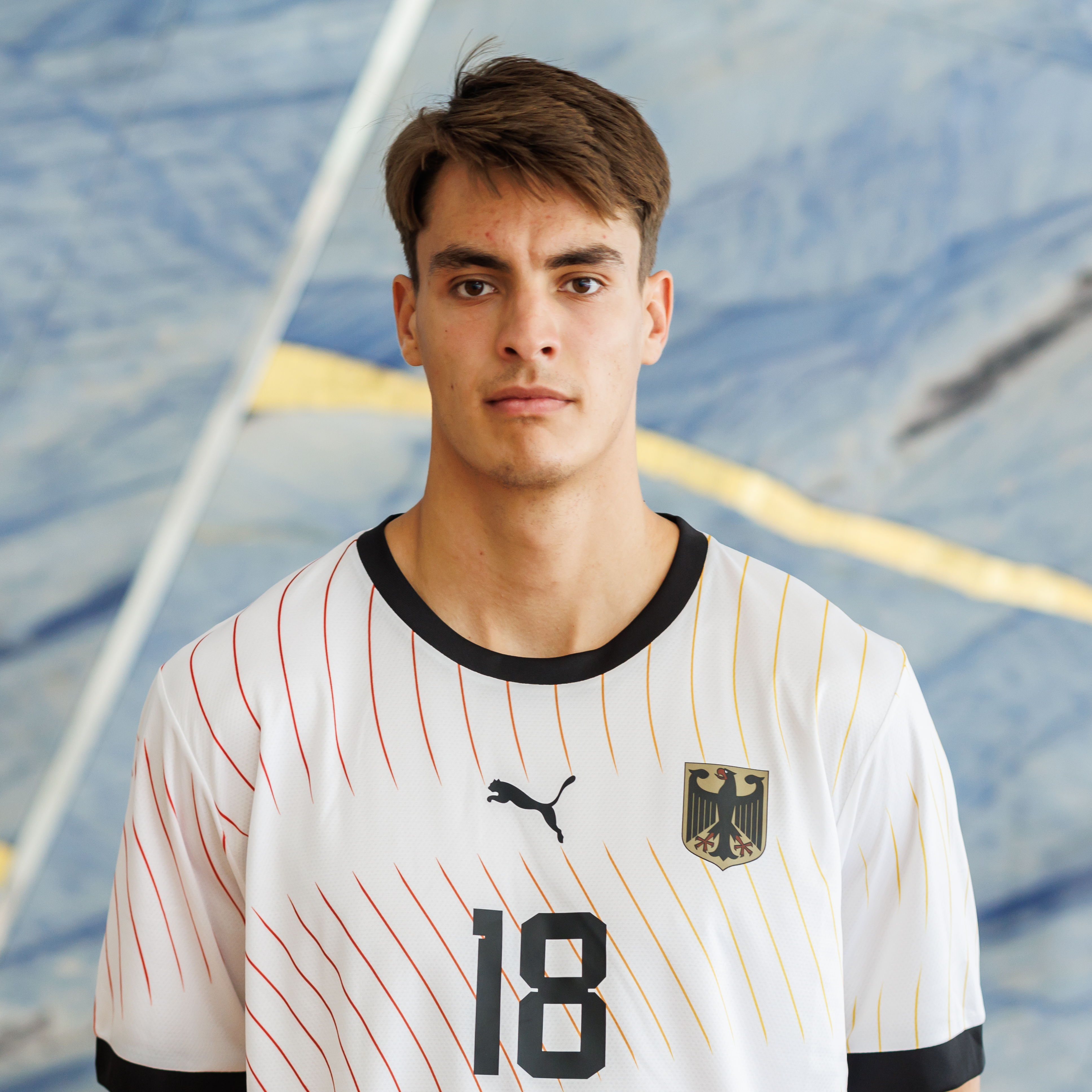
Julian Köster (* 2000)

- Köster, Juliane (* 1947), deutsche Fachdidaktikerin
- Köster, Jürgen (* 1948), deutscher Hörfunk-Journalist und -Unternehmer
- Köster, K. Wilhelm (* 1934), deutscher Leichtathletfunktionär
- Köster, Kajus (1911–1976), deutscher Diplomat
- Köster, Karim (* 1973), deutscher Schauspieler
- Köster, Karl (1878–1963), deutscher Oberbaudirektor
- Köster, Karl (1883–1975), deutscher Maler und Grafiker
- Köster, Karl (1888–1965), deutscher Politiker (SPD), MdBB
- Köster, Karl August (1776–1848), deutscher Notar und bayerischer Landtagsabgeordneter
- Köster, Katharina (* 1984), deutsche Filmregisseurin und Drehbuchautorin
- Koster, Klaas (1885–1969), niederländischer Maler
- Köster, Kurt (1912–1986), deutscher Bibliothekar und Historiker
- Köster, Leonie (* 2001), deutsche Fußballspielerin
- Köster, Lina (* 2001), deutsche Volleyballspielerin
- Köster, Liselotte (1911–1987), deutsche Tänzerin
- Köster, Lothar (1922–2015), deutscher Physiker
- Köster, Lothar (* 1924), deutscher Schauspieler und Synchronsprecher
- Köster, Lothar (* 1944), deutscher Politiker (SPD), MdL
- Koster, Lou (1889–1973), luxemburgische Komponistin und Pianistin
- Köster, Louis (* 2003), deutscher Fußballspieler
- Köster, Louise (1823–1905), deutsche Sängerin (Sopran)
- Köster, Markus (* 1966), deutscher Historiker
- Koster, Markus (* 1972), deutscher Fußballspieler
- Köster, Marliese (* 1944), deutsche Politikerin (CDU), MdL
- Koster, Maureen (* 1992), niederländische Leichtathletin
- Köster, Nicole (* 1975), deutsche Fernseh- und HörfunkmoderatorinNicole Köster (* 1975)

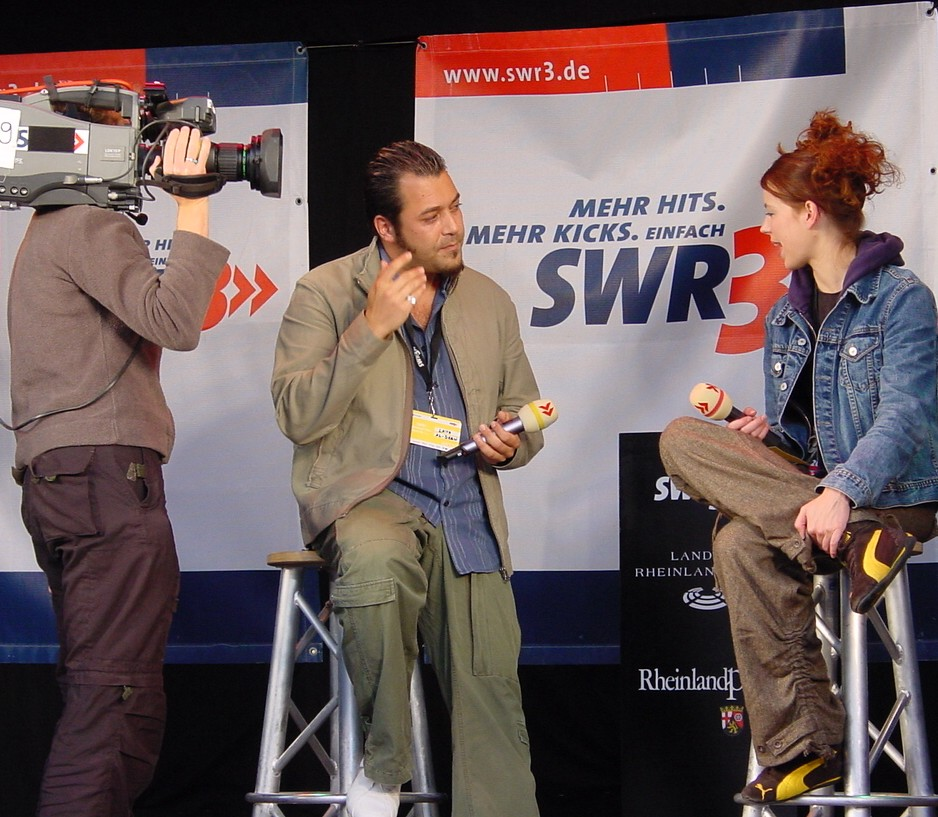
Nicole Köster (* 1975)

- Köster, Norbert (* 1967), deutscher römisch-katholischer Geistlicher und ehemaliger Generalvikar
- Köster, Oliver Tom (* 1991), deutscher Fantasy- und Kinderbuchautor
- Köster, Oskar (* 1890), estnischer Politiker, Mitglied des Riigikogu
- Köster, Paul (1855–1946), deutscher Landschafts- und Marinemaler
- Köster, Peter, deutscher Bildhauer
- Koster, Peter (1640–1710), deutscher Schreib- und Rechenmeister sowie Chronist
- Köster, Peter (* 1936), römisch-katholischer Theologe
- Köster, Philip (* 1994), deutscher Windsurfer
- Köster, Philipp (* 1972), deutscher Journalist und Autor
- Koster, Raph (* 1971), US-amerikanischer Designer von Computerspielen, Autor und Musiker
- Koster, Robert (* 1981), deutscher American-Football-Spieler
- Köster, Roland (1883–1935), deutscher Diplomat
- Köster, Roland (1924–2009), deutscher Chemiker
- Köster, Rolf (1929–2021), deutscher Geologe und Hochschullehrer
- Köster, Roman (1938–2023), deutscher Sportjournalist
- Köster, Roman (* 1975), deutscher Historiker
- Köster, Rudolf (1913–2004), deutscher Germanist und Sprachwissenschaftler
- Köster, Samuel (1742–1829), deutscher evangelischer Geistlicher, Revolutionär, Deputierter im Rheinisch-Deutschen Nationalkonvent der Mainzer Republik und Friedensrichter
- Koster, Samuel W. (1919–2006), US-amerikanischer Militär, General der US Army
- Koster, Severin (* 1942), deutscher Altphilologe
- Köster, Stefan (* 1973), deutscher Politiker (NPD) und NeonaziStefan Köster (* 1973)

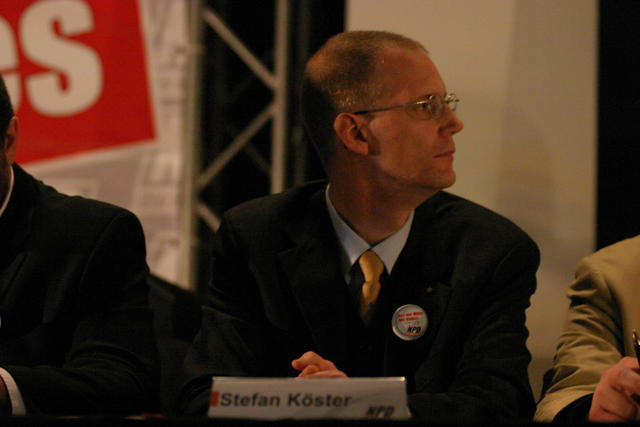
Stefan Köster (* 1973)

- Köster, Susanne (* 1966), deutsche Volleyballspielerin
- Köster, Thomas (* 1946), deutscher Wirtschafts- und Verbandspolitiker
- Koster, Timme (* 2002), niederländischer Leichtathlet
- Köster, Udo (* 1945), deutscher Germanist
- Köster, Walter (1903–1991), deutscher Lehrer und Schriftsteller
- Köster, Wendelin (* 1939), deutscher Jesuit, Rektor des Kolleg Sankt Georgen in Frankfurt am Main
- Köster, Werner (1896–1989), deutscher Chemiker
- Köster, Werner (1945–2022), deutscher Sportjournalist und -manager
- Köster, Wilhelm (1869–1941), Schneidermeister und Mitglied des Landtags Lippe
- Koster, Willem (1834–1907), niederländischer Anatom
- Köster-Flachsmeyer, Monika (* 1965), deutsche Juristin, Richterin und Gerichtspräsidentin
- Köster-Hetzendorf, Maren (* 1957), deutsche Politikerin (SPD) und Bürgermeisterin
- Köster-Lösche, Kari (* 1946), deutsche Schriftstellerin und Tierärztin
- Köster-Loßack, Angelika (1947–2020), deutsche Politikerin (Bündnis 90/Die Grünen), MdB
- Köster-Pflugmacher, Annelore (1919–2002), deutsche Chemikerin und Hochschullehrerin für Chemie
- Köstereli, Gökhan (* 1993), türkischer Fußballtorhüter
- Köstering, Bernd (* 1954), deutscher Schriftsteller
- Köstering, Jan (* 1997), deutscher Politiker (Die Linke)
- Kösterke, Ulla (* 1956), deutsche Filmtonfrau und Hochschullehrerin
- Kosterlitz, Edith (1904–1994), deutsche Juristin und Aktivistin
- Kosterlitz, Hans Walter (1903–1996), deutsch-britischer Pharmakologe
- Kosterlitz, J. Michael (* 1943), britisch-US-amerikanischer Physiker
- Köstermann, Georg (1913–1994), deutscher Eisenbahnangesteller, Ornithologe und Heimatforscher
- Köstermeyer, Guido (* 1968), deutscher Kletterer und Autor
- Kösters, Alois (* 1963), deutscher Journalist
- Kösters, Klaus (* 1946), deutscher Kunsthistoriker
- Kösters, Nadine (* 1995), deutsche Schauspielerin
- Kösters, Reinhard (1931–2018), deutscher römisch-katholischer Geistlicher, Theologe
- Kösters, Wilhelm (1876–1950), deutscher Physiker und Metrologe
- Kösters, Wim (* 1942), deutscher Ökonom
- Kosteski, Nenad (* 2001), mazedonischer Handballspieler
- Kosteski, Nikola (* 1992), nordmazedonischer Handballspieler
- Kostew, Ion-Georgi Alexandrowitsch (* 1990), russischer Eishockeyspieler
- Kostewytsch, Olena (* 1985), ukrainische Sportschützin
- Kostezkaja, Jekaterina Alexandrowna (* 1986), russische Mittelstreckenläuferin
- Kostezkyj, Ihor (1913–1983), ukrainischer Schriftsteller, Dramatiker, Übersetzer, Literaturkritiker und Verleger
- Kostezkyj, Jurij (* 1972), ukrainischer Handballspieler

### Kosth
- Kosthorst, Erich (1920–2001), deutscher Zeithistoriker

### Kosti
- Kostić, Aleksandar (1893–1983), jugoslawischer Mediziner und Sexualwissenschaftler
- Kostić, Aleksandar (* 1995), österreichischer Fußballspieler
- Kostić, Aleksej (* 2005), österreichischer Basketballspieler
- Kostić, Bora (1930–2011), jugoslawischer Fußballspieler und -trainer
- Kostić, Boris (1887–1963), serbischer Schachmeister
- Kostić, Boris (1944–2019), jugoslawisch-bosnischer Handballspieler
- Kostić, Branko (1939–2020), jugoslawischer Politiker
- Kostić, Filip (* 1992), serbischer FußballspielerFilip Kostić (* 1992)

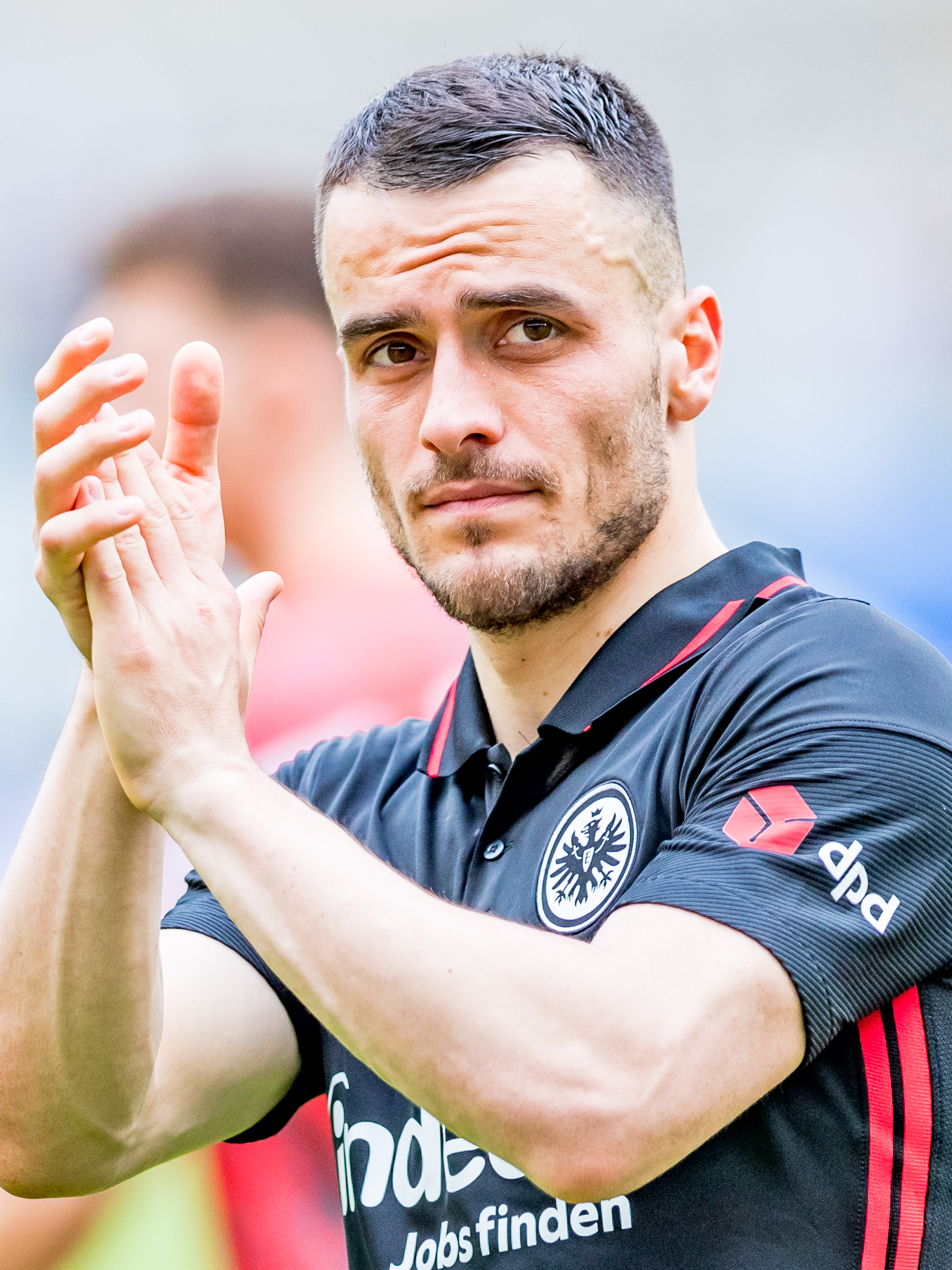
Filip Kostić (* 1992)

- Kostić, Laza (1841–1910), serbischer Schriftsteller und Politiker
- Kostić, Luka (* 1958), jugoslawisch-isländischer Fußballspieler
- Kostić, Nikola (* 2004), serbischer Sprinter
- Kostić, Oliver (* 1973), serbischer Basketballtrainer
- Kostic, Tamara (* 2006), österreichische Tennisspielerin
- Kostić, Zoran (* 1962), österreichischer Basketballtrainer
- Kostić, Zoran (* 1982), serbischer Fußballspieler
- Kostick, Conor (* 1964), britisch-irischer Historiker und Autor
- Kostikos, Georgios (* 1958), griechischer Fußballtrainer und -funktionär
- Kostikow, Andrei Grigorjewitsch (1899–1950), sowjetischer Ingenieur für Raketentechnik
- Kostin, Andrei Leonidowitsch (* 1956), russischer Bankier, Investor und Präsident sowie Vorstandsvorsitzender des russischen Kreditinstituts VTB
- Kostin, Andrij (* 1973), ukrainischer Generalstaatsanwalt, Abgeordneter der Werchowna Rada
- Kostin, Denis Sergejewitsch (* 1995), russischer Eishockeytorwart
- Kostin, Denis Walerjewitsch (* 1994), russischer E-Sportler
- Kostin, Igor Fjodorowitsch (1936–2015), ukrainischer Fotograf und Reporter
- Kostin, Pawel Alexandrowitsch (* 1985), russischer Crosslauf-Sommerbiathlet
- Kostina, Ekaterina, deutsche Mathematikerin und Hochschullehrerin
- Kösting, Karl (1842–1907), deutscher Schriftsteller
- Köstinger, Elisabeth (* 1978), österreichische Politikerin (ÖVP), MdEPElisabeth Köstinger (* 1978)

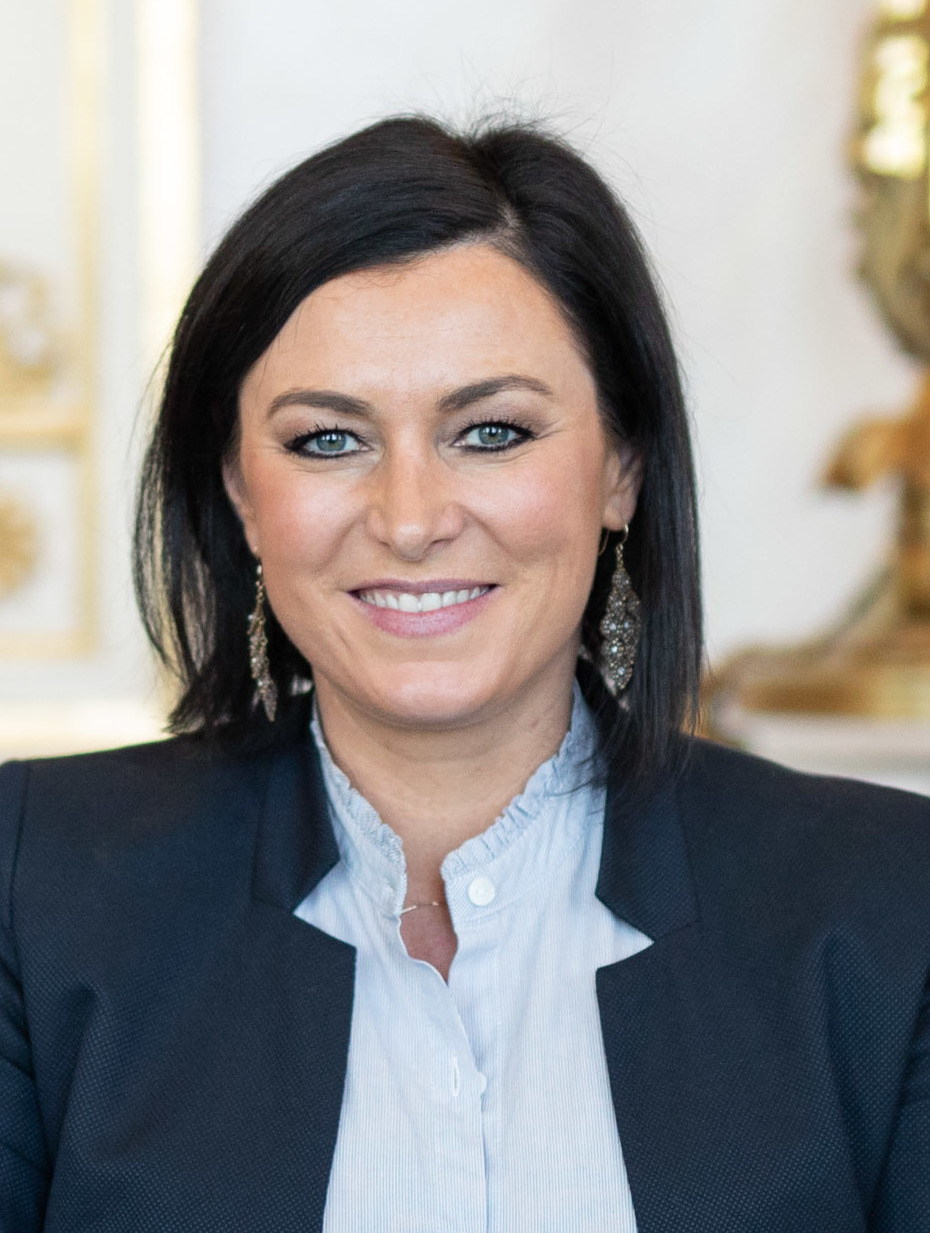
Elisabeth Köstinger (* 1978)

- Köstinger, Willi (1940–2014), österreichischer Skisportler
- Kostinski, Sergei Konstantinowitsch (1867–1936), sowjetischer Astronom
- Kostinskij, Alexander (* 1946), ukrainisch-jüdischer Dichter, Schriftsteller und Illustrator
- Kostis, Christos (* 1972), griechischer Fußballspieler
- Kostis, Peter (* 1946), US-amerikanischer Golflehrer und Golfkommentator
- Kostistansky, Gerhard (* 1967), österreichischer Karambolagespieler
- Kostitschkin, Nikolai Pawlowitsch (* 1989), russischer Eishockeyspieler
- Kostiuczyk, Nadieżda (* 1984), polnische Badmintonspielerin

### Kostj
- Kostjuk, Denys (* 1982), ukrainischer Radrennfahrer
- Kostjuk, Marija (* 1996), ukrainische Tennisspielerin
- Kostjuk, Marta (* 2002), ukrainische TennisspielerinMarta Kostjuk (* 2002)

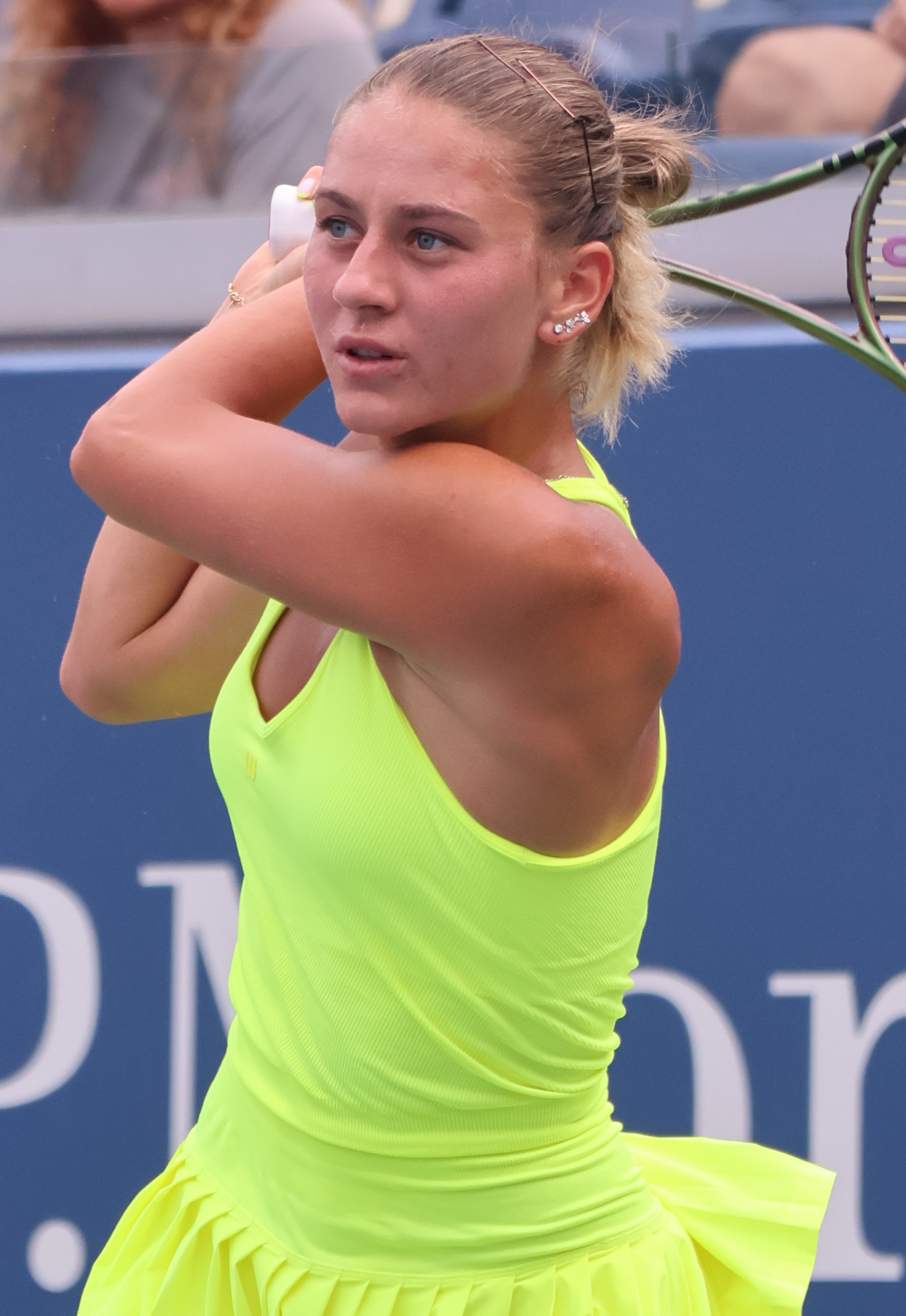
Marta Kostjuk (* 2002)

- Kostjuk, Platon (1924–2010), ukrainisch-sowjetischer Politiker, Neurophysiologe und Biophysiker
- Kostjuk, Wadym (* 1974), ukrainischer diplomatischer Beamter und Generalkonsul
- Kostjukow, Michail Alexandrowitsch (* 1991), russischer Fußballspieler
- Kostjukowa, Alina (* 1986), ukrainische Schauspielerin, Theaterregisseurin und Theaterpädagogin
- Kostjuschkin, Stanislaw Michailowitsch (* 1971), russischer Sänger, Schauspieler, Unternehmer und Fernsehmoderator
- Kostjutschenko, Jelena Gennadjewna (* 1987), russische Investigativjournalistin, Korrespondentin und LGBT-Aktivistin

### Kostk
- Kostka, Carl (1846–1921), deutscher Mathematiker
- Kostka, Carl (1870–1957), tschechoslowakischer Politiker
- Kostka, Damian (* 1991), polnischer Jazzmusiker (Bass, Komposition)
- Kostka, Genia (* 1979), deutsche Sinologin
- Kostka, Hubert (* 1940), polnischer Fußballspieler
- Kostka, Michael (* 1985), kanadischer Eishockeyspieler
- Kostka, Michael (* 2003), deutsch-polnischer Fußballspieler
- Kostka, Robert (1935–2024), österreichischer Bergsteiger, Kartograf und Hochschullehrer
- Kostka, Stanislaus (1550–1568), Heiliger der katholischen KircheStanislaus Kostka (1550–1568)

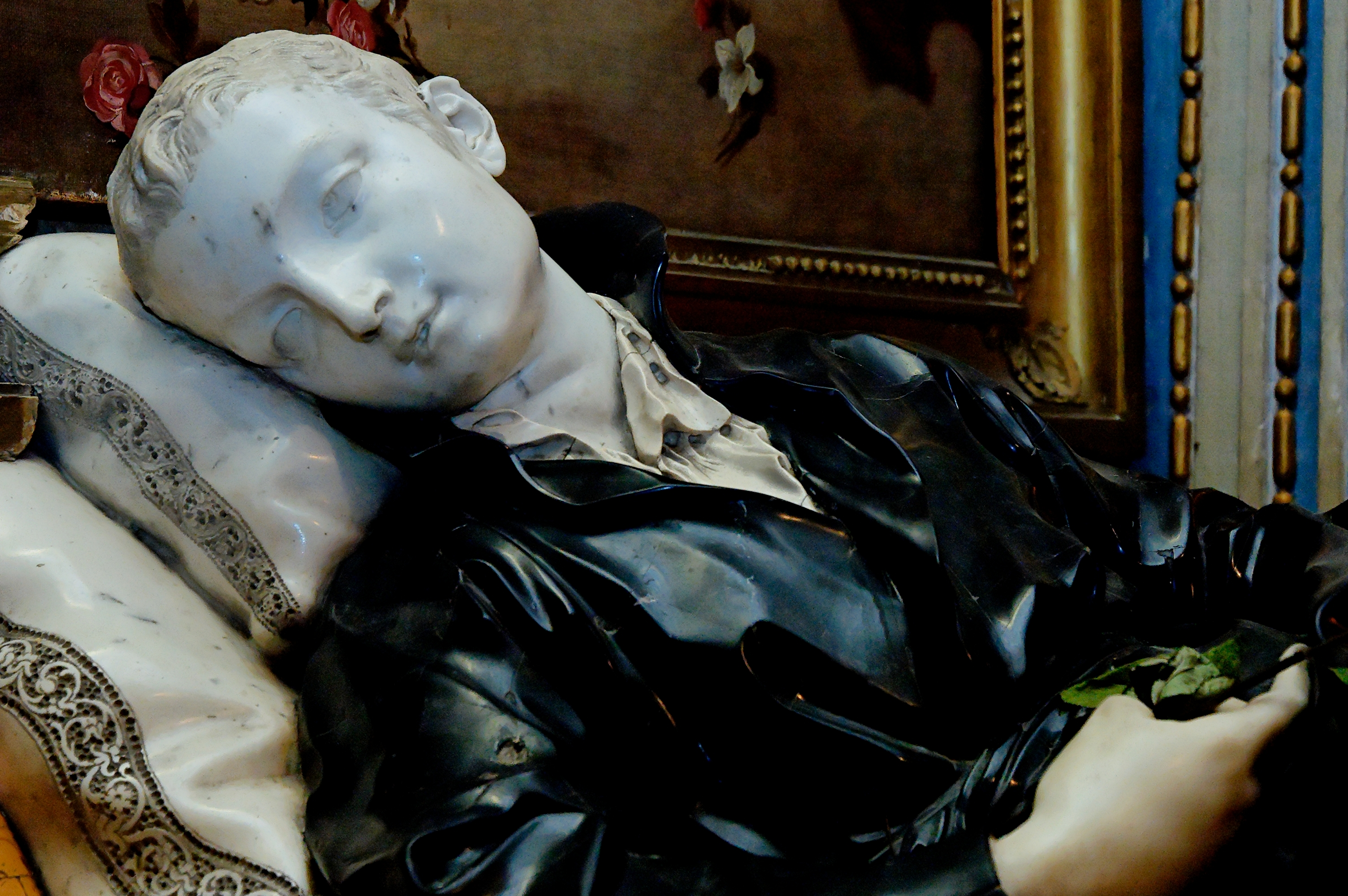
Stanislaus Kostka (1550–1568)

- Kostka, Tomáš (* 1984), tschechischer Rennfahrer
- Kostka, Ulrike (* 1971), deutsche Theologin
- Kostka, Vladimír (1922–2009), tschechischer Eishockeyspieler und -trainer
- Kostka, Walter Georg (1884–1970), deutscher Architekt, Maler und Zeichner

### Kostl
- Köstler, Andreas (* 1962), deutscher Kunsthistoriker
- Köstler, Bonifatius (1897–1947), deutscher Ordensgeistlicher, Missionar und Märtyrer
- Köstler, Erwin (1928–1993), österreichischer Politiker (ÖVP), Mitglied des Bundesrates
- Köstler, Erwin (* 1964), österreichischer Übersetzer slowenischer Literatur und freier Literaturwissenschaftler
- Köstler, Jochen (* 1973), deutscher Film- und Fernsehproduzent
- Köstler, Josef Nikolaus (1902–1982), deutscher Forstwissenschaftler und Rektor der Ludwig-Maximilians-Universität
- Köstler, Lorenz von (1807–1888), böhmischer Kurarzt
- Köstler, Marco (* 1973), deutscher Musiker
- Köstler, Maria (1879–1965), österreichische Politikerin (SDAP), Abgeordnete zum Nationalrat
- Köstler, Peter (1805–1870), deutscher katholischer Priester, Bischofssekretär, Regens Priesterseminar, Dompfarrer, Domkapitular
- Köstler, Siegfried (* 1950), deutscher Fußballspieler
- Köstlin, Albrecht (1905–1970), deutscher Agrarökonom, Agronom und Bautechnologe der Landwirtschaft
- Köstlin, August (1825–1894), deutsch-österreichischer Brückenbauingenieur
- Köstlin, August Friedrich von (1792–1873), deutscher Verwaltungsjurist, Jurist im Kirchendienst
- Köstlin, Christian Reinhold (1813–1856), deutscher Rechtswissenschaftler und Dichterjurist
- Köstlin, Cosmann Friedrich (1711–1790), deutscher evangelischer Pfarrer und Superintendent
- Köstlin, Ernst Gottlob (1780–1824), deutscher lutherischer Theologe
- Köstlin, Heinrich Adolf (1846–1907), deutscher evangelischer Theologe, Musikschriftsteller und Musikphilosoph
- Köstlin, Julius (1826–1902), deutscher evangelischer Theologe und Kirchenhistoriker
- Köstlin, Karl Heinrich (1755–1783), deutscher Naturhistoriker und Hochschullehrer
- Köstlin, Karl Heinrich Gotthilf von (1787–1859), deutscher Mediziner, schwäbischer Dichter
- Köstlin, Karl Reinhold von (1819–1894), deutscher evangelischer Theologe und Ästhetiker
- Köstlin, Karl von (1827–1909), deutscher Jurist, Gründungsdirektor des Zellengefängnisses Heilbronn
- Köstlin, Karl Wilhelm Gottlieb von (1785–1854), deutscher evangelischer Theologe und Ephorus
- Köstlin, Konrad (* 1940), deutscher Volkskundler
- Köstlin, Nathanael (1744–1826), deutscher evangelischer Theologe und Ehrenprälat
- Köstlin, Nathanael Friedrich von (1776–1855), evangelischer Theologieprofessor und Oberkonsistorialrat sowie Superintendent von Tübingen
- Köstlin, Otto (1818–1884), deutscher Mediziner und Naturwissenschaftler
- Köstlin, Reinhard (1875–1957), deutscher Verwaltungsjurist
- Köstlin, Reinhart (* 1941), deutscher Kommunalpolitiker (SPD)
- Köstlin, Reinhold (1876–1967), deutscher Schauspieler
- Köstlin, Theodor (1823–1900), deutscher Jurist, Staatsrat und Oberlandesgerichtspräsident
- Köstlin, Theodor (1855–1939), deutscher Schauspieler, Regisseur und Dramaturg
- Köstlin, Therese (1877–1964), deutsche Lyrikerin und Liedtexterin
- Köstlin, Ulrich (* 1952), deutscher Manager in der Pharmaindustrie
- Köstlin, Wolfgang (1914–1997), deutscher Generalmajor des Heeres der Bundeswehr
- Köstlin-Räntsch, Margarete (1880–1945), deutsche Ärztin
- Köstlinger, Josef (* 1946), österreichischer Tenor
- Köstlinger, Maria (* 1972), österreichische SchauspielerinMaria Köstlinger (* 1972)

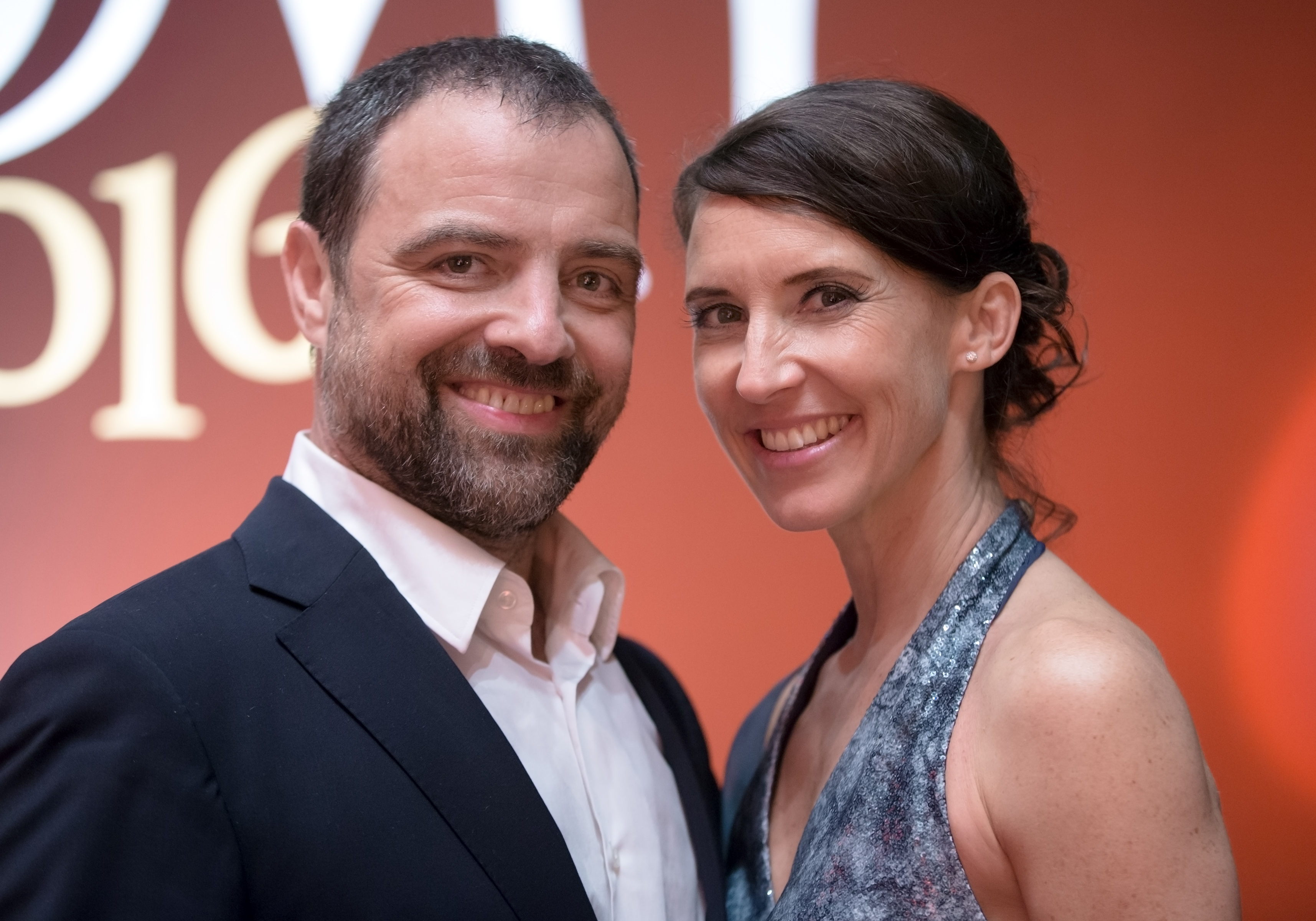
Maria Köstlinger (* 1972)

### Kostm
- Kostmann, Gerd (* 1941), deutscher Fußballspieler (DDR)
- Kostmann, Marco (* 1966), deutscher Fußballtrainer und -spieler
- Kostmayer, Peter H. (* 1946), US-amerikanischer Politiker

### Kostn
- Kostner, Aaron (* 1999), italienischer Nordischer Kombinierer
- Kostner, Alois (1856–1918), Grödner Maler
- Köstner, August (1912–1982), deutscher Ringer
- Kostner, Carolina (* 1987), italienische Eiskunstläuferin
- Kostner, Diego (* 1992), italienischer Eishockeyspieler
- Kostner, Florian (* 1979), italienischer Skilangläufer
- Kostner, Franz (1877–1968), Südtiroler Alpinist, Unternehmer und Tourismuspionier
- Köstner, Hans (1918–2011), deutscher Kommunalpolitiker (CSU)
- Köstner, Inga (* 1979), deutsche Politikerin (Linke), MdBB
- Kostner, Isolde (* 1975), italienische Skirennläuferin
- Kostner, Josef (1933–2017), italienischer Bildhauer, ladinischer Dichter (Südtirol)
- Köstner, Joseph (1906–1982), österreichischer Geistlicher, Bischof von Gurk (1945–1982)
- Köstner, Lorenz-Günther (* 1952), deutscher Fußballspieler und -trainerLorenz-Günther Köstner (* 1952)

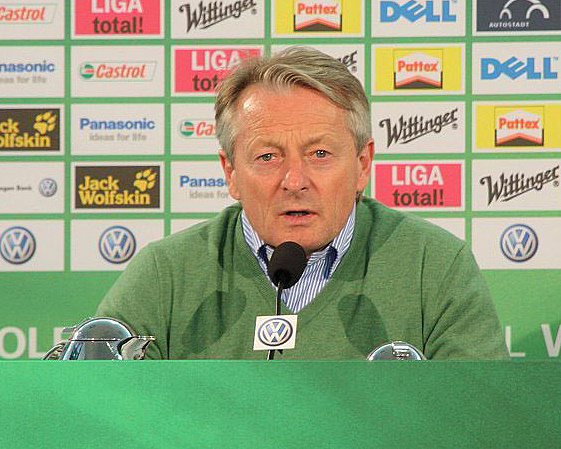
Lorenz-Günther Köstner (* 1952)

- Kostner, Michael (* 1969), deutscher Fußballspieler
- Kostner, Nadine (* 1992), italienische Skispringerin
- Köstner, Nikolai (1889–1959), estnischer Politiker und Wirtschaftswissenschaftler
- Kostner, Norbert (* 1945), italienischer Chefkoch im Hotel Oriental
- Kostner, Patrick (* 1988), österreichischer Fußballtorhüter
- Kostner, Sandra (* 1974), deutsche Historikerin und Soziologin
- Köstner, Sascha (* 1975), deutscher Tischtennisspieler
- Kostner, Simon (* 1990), italienischer Eishockeyspieler
- Kostner, Ulrico (* 1946), italienischer Skilangläufer
- Köstner, Walter (* 1936), deutscher Fechter und Olympiateilnehmer

### Kosto
- Kostobaros († 28 v. Chr.), Gouverneur von Idumäa, Schwager Herodes des Großen
- Kostof, Spiro (1936–1991), US-amerikanischer Architekturhistoriker
- Kostoglod, Alexander Wiktorowitsch (* 1974), russischer Kanute
- Kostohryz, Josef (1907–1987), tschechischer Schriftsteller und Übersetzer
- Kostojew, Dschabrail Junussowitsch († 2006), russischer Politiker
- Kostolany, André (1906–1999), US-amerikanischer Finanzexperte, Journalist und Schriftsteller ungarischer Herkunft
- Kostolewski, Igor Matwejewitsch (* 1948), sowjetischer und russischer Schauspieler
- Kostolný, Matúš, slowakischer Journalist
- Kostomarow, Nikolai Iwanowitsch (1817–1885), ukrainischer und russischer Sozialaktivist, Historiker, Schriftsteller, Dichter, Mitglied der Akademie der Wissenschaften
- Kostomarow, Roman Sergejewitsch (* 1977), russischer Eiskunstläufer
- Koston, Eric (* 1975), US-amerikanischer StreetskateboarderEric Koston (* 1975)

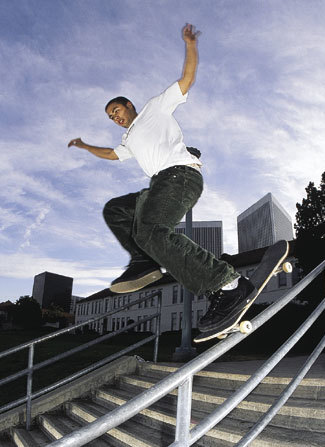
Eric Koston (* 1975)

- Kostons, Koen (* 1999), niederländischer Fußballspieler
- Kostopoulos, Tom (* 1979), kanadischer Eishockeyspieler
- Kostopoulos, Vasilis (* 1995), griechischer Volleyballspieler
- Kostopoulos, Zak (1985–2018), griechisch-amerikanischer Menschenrechtsaktivist
- Kostornaja, Aljona Sergejewna (* 2003), russische EiskunstläuferinAljona Sergejewna Kostornaja (* 2003)

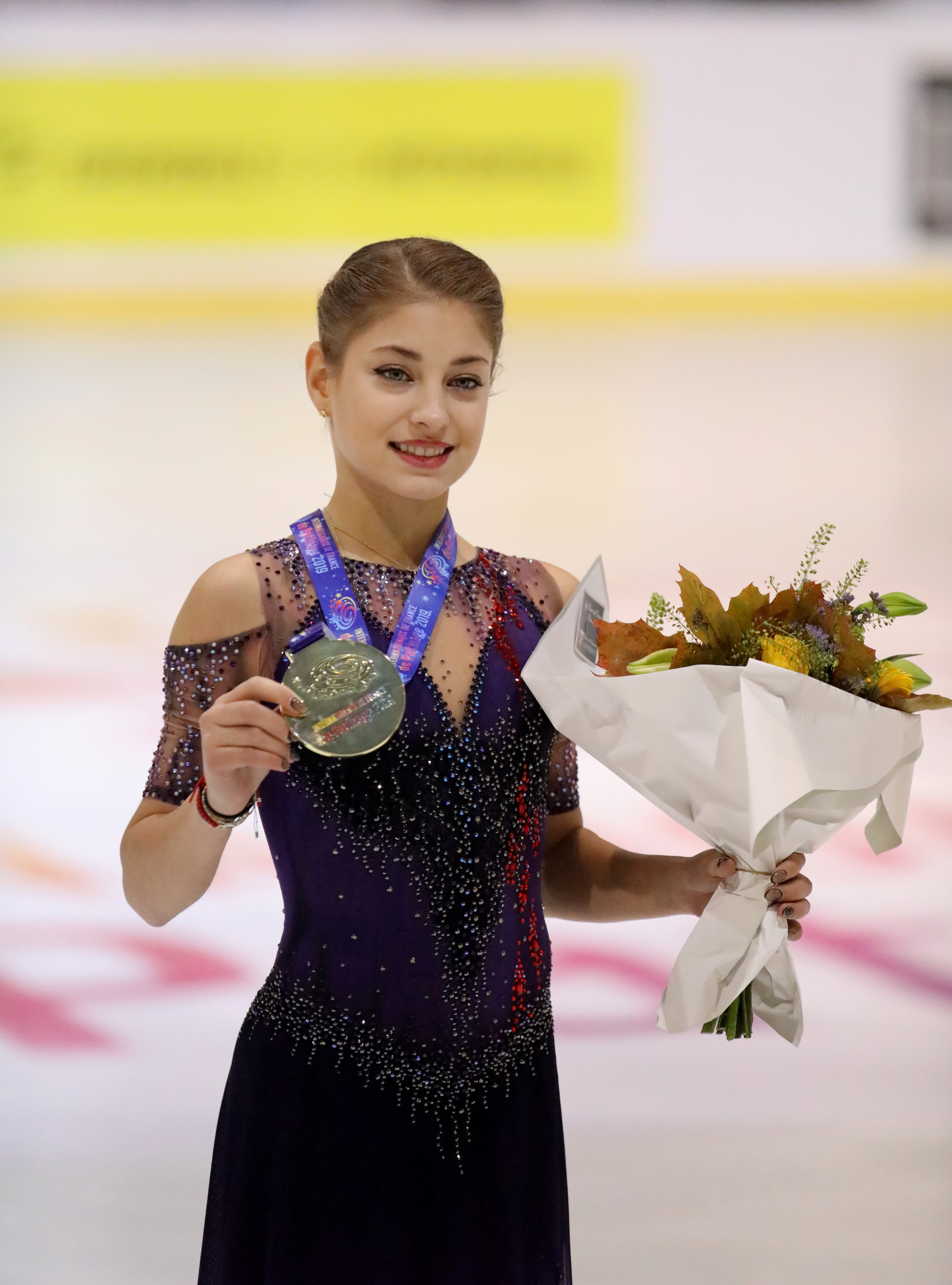
Aljona Sergejewna Kostornaja (* 2003)

- Kostors, Friedel (1897–1986), deutsche Kostümbildnerin und Puppengestalterin
- Kostorz, Gernot (* 1941), deutscher Physiker und Hochschullehrer
- Kostorz, Helmut (1912–1986), deutscher Politiker (NSDAP, CDU), MdL
- Kostorz, Sina (* 1990), deutsche Volleyballspielerin
- Kostoulas, Charalampos (* 2007), griechischer Fußballspieler
- Kostourek, Milan (* 1983), tschechischer Eishockeyspieler
- Kostov, Hari (* 1959), mazedonischer Politiker, Regierungschef Mazedoniens
- Kostov, Konstantin (* 1979), bulgarischer Jazzmusiker
- Kostova, Elizabeth (* 1964), US-amerikanische Schriftstellerin
- Koštovalová, Naděžda (* 1971), tschechische Sprinterin
- Kostović, Dario (* 1980), schweizerisch-kroatischer Eishockeyspieler
- Kostović, Teodora (* 2007), serbische TennisspielerinTeodora Kostović (* 2007)

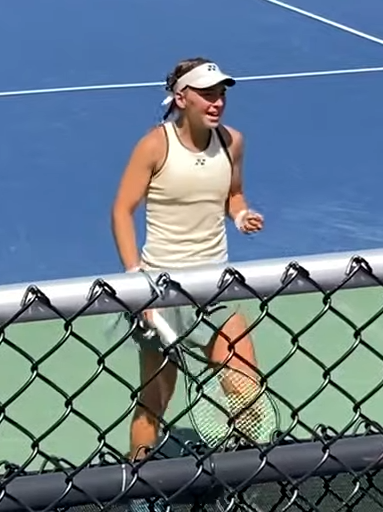
Teodora Kostović (* 2007)

- Kostow, Atanas (1900–1961), bulgarischer Arzt und Gerechter unter den Völkern
- Kostow, Dontscho (1897–1949), bulgarischer Genetiker
- Kostow, Iwan (* 1949), bulgarischer Politiker und Ministerpräsident
- Kostow, Kristian (* 2000), bulgarisch-russischer Sänger
- Kostow, Stefan (1879–1939), bulgarischer Ethnograph und Dramatiker
- Kostow, Trajtscho (1897–1949), bulgarischer Politiker
- Kostowa, Eliza (* 1990), bulgarische Tennisspielerin
- Kostowa, Natali (* 2007), bulgarische Hochspringerin

### Kostr
- Kostra, Ján (1910–1975), slowakischer Dichter, Übersetzer und Essayist
- Kostre, Woldemeskel (1947–2016), äthiopischer Leichtathletiktrainer für den Mittel- und Langstreckenlauf
- Kostrewa, Willi (1940–2016), deutscher Fußballspieler
- Kostrikin, Alexei Iwanowitsch (1929–2000), russischer Mathematiker
- Köstring, Ernst-August (1876–1953), deutscher Offizier, General der Kavallerie und General der Freiwilligen-Verbände im Oberkommando des Heeres
- Köstring, Philip (* 1974), deutscher Schauspieler, Maler und Autor
- Kostrizyn, Alexander (* 1986), russischer Pokerspieler
- Kostroff Noble, Nina, US-amerikanische Fernsehproduzentin
- Kostromina, Tatsiana (* 1973), belarussische Tischtennisspielerin
- Kostroun, Ludwig (1907–1972), österreichischer Schneider und Politiker (SPÖ), Abgeordneter zum Nationalrat
- Kostrub, Jewgeni (* 1982), kasachischer Fußballspieler
- Kostryzja, Erik (* 1999), ukrainischer Sprinter
- Kostrzębski, Feliks (1899–1954), polnischer Radrennfahrer
- Kostrzewa, Damian (* 1988), polnischer Handballspieler
- Kostrzewa, Frank (* 1960), deutscher Linguist und Hochschullehrer
- Kostrzewa, Ute (* 1961), deutsche Volleyballspielerin
- Kostrzewa, Zdzisław (1955–1991), polnischer Fußballspieler
- Kostrzewska, Barbara (1915–1986), polnische Sängerin und Musikpädagogin

### Kostu
- Kostujak, Wolfgang (* 1968), deutscher Musiker und Musikhistoriker
- Kostulski, Roland (* 1953), deutscher Ruderer
- Koštunica, Vojislav (* 1944), serbischer Politiker, Präsident Jugoslawiens und Premierminister von SerbienVojislav Koštunica (* 1944)

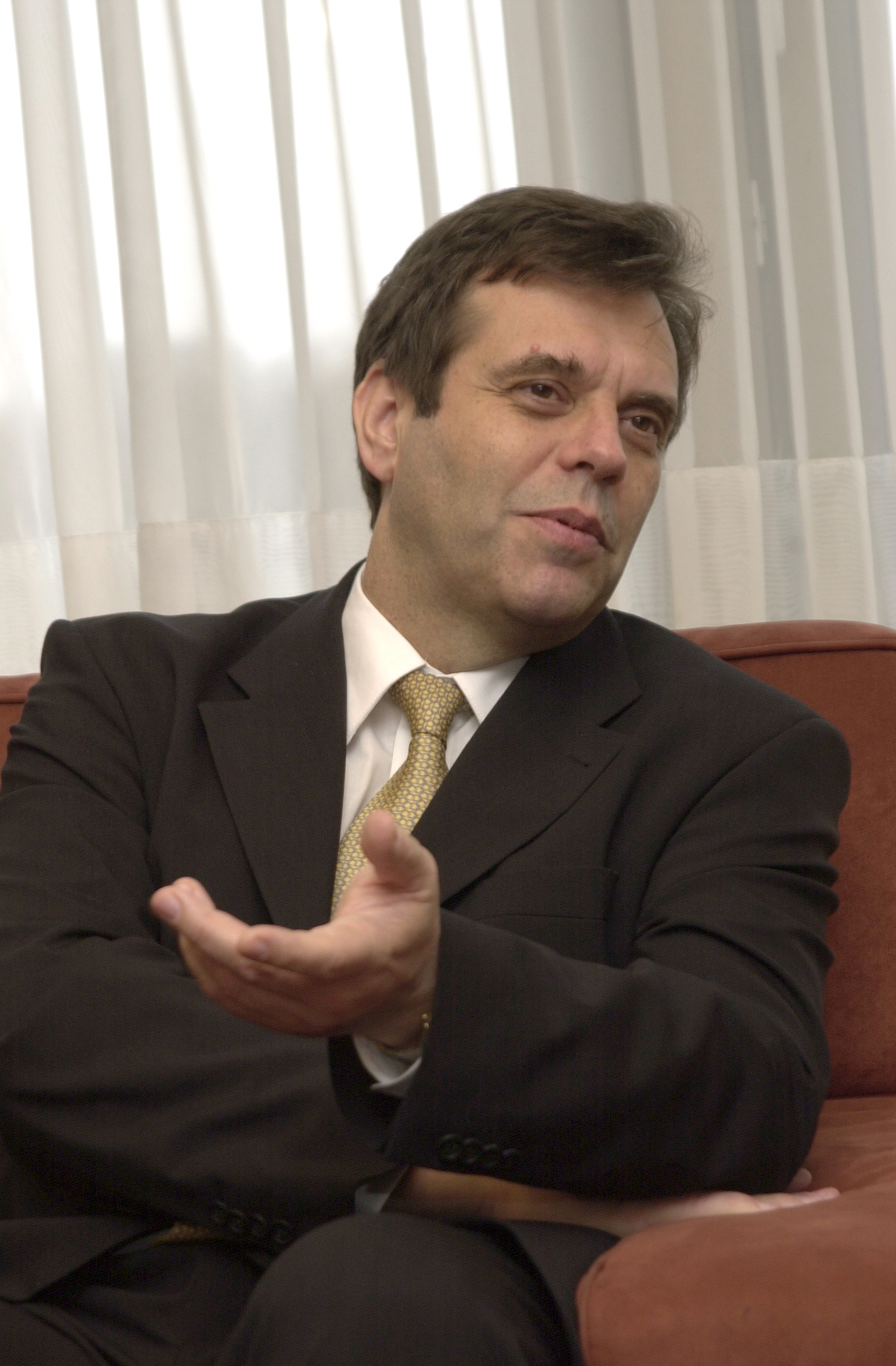
Vojislav Koštunica (* 1944)

- Kosturi, Idhomene (1873–1943), albanischer Politiker
- Kosturkow, Petar (* 1969), bulgarischer Fußballspieler und -trainer

### Kostw
- Kostwitz, Hans (1863–1926), österreichischer Kinderdarsteller, Theaterschauspieler, Opernsänger (Tenor) und Theaterregisseur

### Kosty
- Kostya, Georg (1935–2011), deutscher Radiomoderator
- Kostya, Matthias (* 1964), deutscher Schauspieler und Musicaldarsteller
- Kostygow, Alexei Weniaminowitsch (* 1973), russischer Handballspieler
- Kostylew, Leonid Jewgenjewitsch (* 1989), russischer Boxer
- Kostylew, Nikolai Alexandrowitsch (1871–1939), russischer Metallurg und Hochschullehrer
- Kostylew, Nikolai Grigorjewitsch (1931–1993), sowjetischer Gewichtheber
- Kostylewa, Anna Alexandrowna (* 2000), russische Billardspielerin
- Kostyljew, Oleksandr (* 1997), ukrainischer Counter-Strike: Global Offensive-Spieler
- Kostyljow, Michail Alexejewitsch (1900–1974), sowjetischer Botschafter
- Kostyljowa-Labunzowa, Jekaterina Jewtichijewna (1895–1974), russische bzw. sowjetische Mineralogin und Petrographin
- Kostyra, Erwin (* 1953), deutscher Metallbauunternehmer und Interessenverbandsfunktionär
- Kostyrev, Artjom (* 1982), deutscher Eishockeyspieler